# San Pedro de Palco
San Pedro de Palco é um distrito do peru, departamento de Ayacucho, localizada na província de Lucanas.

## Transporte
O distrito de San Pedro de Palco é servido pela seguinte rodovia:
- AY-112, que liga a cidade de Otoca ao distrito de Ocaña [1][2][3]